# Gyöngyös koncér
A gyöngyös koncér (Rutilus frisii) a sugarasúszójú halak (Actinopterygii) osztályának pontyalakúak (Cypriniformes) rendjébe, ezen belül a pontyfélék (Cyprinidae) családjába tartozó faj. Népies neve: menyecske koncér.
Európában ritka és veszélyeztetett kategóriába sorolt az állománya, Magyarországon csak elvétve az idevetődő példányokkal lehet találkozni. Gazdasági jelentősége nincs természeti jelentőségét az adja, hogy a Felső-Duna medencéjének bennszülött faja.

## Előfordulása
A gyöngyös koncér élőhelye a felső Duna-szakasz néhány tava, valamint ezek be- és kifolyó vizei Bajorországban (Chiem-tó), Ausztriában (Traun, Attersee és Mondsee). A törzsalak Rutilus frisii frisii mint vándorhal a Fekete-tenger északnyugati felének brakkvizeiben él, és ívás idején (március–április) a beömlő folyókba (Dnyeszter, Nyugati-Bug, Dnyeper, Don, Rion, Batum) úszik fel. A Kaszpi-tengertől északra lévő területeken, valamint Anatóliában is előfordul.

### Hasonló fajok
Legkönnyebben a nyúldomolykóval és a fejes domolykóval lehet összetéveszteni, de  az oldalvonalon található pikkelyszámuk eltér. Közeli rokona a leánykoncér oldalvonala mentén is kevesebb, 44–49 pikkely számolható. A paduc a szilvaorrú keszeg és az állas küsz pikkelyszáma ugyan hasonló, de a paducnak teljesen alsó állású a szája, a szilvaorrú keszegnek pedig az anális úszója lényegesen hosszabb és az állas küsz szája felső állású.

## Megjelenése
A hal teste orsó alakú, keresztmetszetében csaknem kerekded, feje kicsi. Lekerekített orra túlnyúlik a kissé ferdén álló kis szájnyíláson. Nagy, kerekded pikkelyei vannak. 62-67 az oldalvonal mentén. Mellúszói 17-18, hátúszója 11-12, farok alatti úszója 12-14 sugarú. Garatfogai egysorosak, 6(5)-5. Háta feketés zöld, oldalai világosabbak, hasa ezüstösen csillogó. Hát-, farok- és mellúszói szürkék, a hasúszók és a farok alatti úszó világos pirosak. Hasoldala ívás idején vörhenyesen csillogó. Testhossza 40-60 centiméter, legfeljebb 70 centiméter és testtömege elérheti a 8 kilogrammot.

## Életmódja
Kisebb csapatokban a mederfenéken keresi táplálékát, mely gerinctelen szervezetek, mint talajférgek, apró rákok, rovar, lárvák, szúnyoglárvák és puhatestűek. Előfordul, hogy kisebb halakat és vízinövényeket is fogyaszt. Legfeljebb 12 évig él.

## Szaporodása
Mélyvízi hal, rendszerint távol marad a partoktól és a folyóvizek felső szakaszának kavicsos aljzatán ívik. Élőhelytől függően március–május között az ivarérett példányok a tavakba ömlő folyókba vagy a levezető csatornákba úsznak, esetleg a sekély vizű partszakaszokat keresik fel. A hímek fején és hátán nászkiütések jelennek meg. Ívásához ideális a 12-19 Celsius-fokos vízhőmérséklet. A nőstények által érlelt ikra mennyisége testtömeg-kilogrammonként 32-35 ezer, az ikraszemek átmérője 1,9-2,1 milliméter között változik. Az ivadék 10-16 nap múlva kel ki az irkából.

## Felhasználása
A gyöngyös koncért ipari mértékben halásszák. A halat tenyésztik is.